# 1662
Năm 1662 (Số La Mã:MDCLXII) là một năm thường bắt đầu vào ngày Chủ nhật (liên kết sẽ hiển thị đầy đủ lịch) trong lịch Gregory (hoặc một năm thường bắt đầu vào thứ Tư trong lịch Julius chậm hơn 10 ngày).

## Sự kiện

### Tháng 1
- Ngày 28: Thực dân Hà Lan đầu hàng, đảo Đài Loan được giải phóng.

### Tháng 3
- Trịnh Tạc sau 5 tháng đánh đồn lũy của chúa Nguyễn không thành công, hạ lệnh rút quân về miền bắc.

### Tháng 4
- Ngày 25: Vĩnh Lịch đế Chu Do Lang bị Ngô Tam Quế giết chết ở Vân Nam, nhà Minh chính thức diệt vong.

### Tháng 10
- Lê Duy Vũ kế vị vua Hậu Lê trung hưng niên hiệu Cảnh Trị.

### Tháng 11
- Ngày 5: Ngô Tam Quế được triều thanh tấn phong Bình Tây Thân Vương.

## Mất
- Ngày 23 tháng 6:Trịnh Thành Công, anh hùng dân tộc Trung Hoa
- Ngày 25 tháng 4: Vĩnh Lịch đế, hoàng đế cuối cùng của nhà Minh.
- Ngày 21 tháng 7: Lý Định Quốc, anh hùng dân tộc Trung Hoa
- Ngày 23 tháng 12: Lỗ Vương Chu Dĩ Hải
- Lê Thần Tông.